# Questa nostra grande storia d'amore/Via da me
Questa nostra grande storia d'amore/Via da me è il trentaduesimo singolo dei Matia Bazar, pubblicato dall'etichetta discografica Columbia nel 2001, che anticipa l'album Dolce canto (2001).

## Questa nostra grande storia d'amore
Il brano si classifica terzo nella categoria 'Campioni' al Festival di Sanremo 2001.
Prima presenza del gruppo, con la stessa formazione, a due edizioni consecutive del Festival (2000 e 2001).

## Tracce
CD singolo (COL 997 6 70847 1)

1. Questa nostra grande storia d'amore – 3:52 (testo: Giancarlo Golzi – musica: Piero Cassano)
2. Via da me – 4:18 (testo: Giancarlo Golzi – musica: Piero Cassano)

## Formazione

### Gruppo
- Silvia Mezzanotte - voce solista, percussioni, cori
- Piero Cassano - tastiere, chitarra, cori
- Fabio Perversi - pianoforte, tastiere, violino, cori, programmazione
- Giancarlo Golzi - batteria, percussioni

### Altri musicisti
- Maurizio Macchioni - chitarre elettriche e acustiche

Cori: Luana Heredia, Lalla Francia, Silvio Pozzoli, Moreno Ferrara

## Classifiche
| Classifica (2001) | Posizione |
| ----------------- | --------- |
| Italia            | 41        |